# 乳腺線維症
乳腺線維症（にゅうせんせんいしょう、英: Fibrous disease of the breast）は、乳腺組織の限局性線維化を示す病変である。正式な疾患単位としての認知度が低いが、マンモグラフィーによる乳がん検診の普及により、腫瘍性病変との鑑別を要する良性乳腺病変として注目されている病変である。

## 疫学
生検による確定診断を要する良性病変のため正確な有病率は不明である。乳がん検診の対象となる30歳以上の女性に認められる。Barnard NJ et al (1988) の報告では、触診で乳腺腫瘤が検出されずマンモグラフィーで異常陰影を指摘された54例について生検を施行したところ、30例の良性乳腺病変が検出され、その内訳は線維嚢胞性病変 23例（77％）、放射状瘢痕 2例（7％）、線維症 4例（13％）、線維腺腫 1例（3％）、脂肪壊死 2例（7％）であったとされる。

## 症状
乳腺腫瘤として触知し超音波検査でも乳癌と紛らわしいエコー像を呈することがある。一方で非触知性病変として、マンモグラフィーによる検診でstromal distortionまたはfocal asymmetrical densityとして発見されることもある。微小石灰化を示すことは稀である。

## 病理組織学的特徴
終末乳管小葉単位の萎縮があり、均質無構造の膠原線維性基質が一様に増生する像が観察される。線維芽細胞の増生は乏しい。線維嚢胞性病変（硬化性腺症など）、放射状瘢痕、乳管拡張症などの除外診断が必要である。糖尿病性乳腺症（diabetic mastopathy）との鑑別のために血清化学データの確認も行っておく必要がある。
穿刺吸引細胞診では診断に足る所見がなく「検体不適正」または「ドライタップ」のことがほとんどである。

## 疾患単位としての位置づけ
乳腺疾患の専門家の中では独立した疾患単位として位置づけられている。Azzopardi によれば乳腺腺組織の萎縮と置換性線維化と定義しており記述的診断の域を超えていない。病理専門医によっては病理診断名として記載することに躊躇する者もいる。ただ、乳腺のコアバイオプシーの結果を単に「悪性像なし」または「Atrophic breast tissue」と報告するよりは、具体的な病変名としてデータベースに残す方が将来の検討に委ねやすい。病理診断に際しても臨床所見、画像診断情報を総合して判断する必要がある。

## 鑑別疾患リスト
- 乳腺症
- 放射状瘢痕
- 乳腺線維腺腫
- 乳癌